# Brian Ortega
Brian Martin Ortega (* 21. února 1991 Los Angeles) je americký profesionální zápasník smíšených bojových umění, zápasící v organizaci Ultimate Fighting Championship (UFC).

## Mládí
Narodil se 21. února 1991 v Los Angeles v Kalifornii. Má americké i mexické občanství, protože jeho rodiče pocházejí z Hermosilla v mexické Sonoře. Vyrůstal v San Pedru v Kalifornii.
Od svých třinácti let začal trénovat brazilské jiu-jitsu. Vedl ho trenér Rener Gracie, který v něm viděl velký potenciál. Poté, co Ortegův otec rozhodl ukončit synův trénink kvůli finančním potížím, převzal financování tréninků sám Gracie. Po letech získal černý pásek a přezdívku „T-City“.

## Kariéra
Zápasit začal již od sedmnácti let. Předtím, než si ho vyhlédla společnost UFC, zápasil především na nezávislé scéně.
V dubnu 2014 podepsal smlouvu se společností UFC.
V průběhu let měl několik zápasů o UFC Featherweight Championship. Jeho soupeři byli Max Holloway a Alexander Volkanovski. Ani jeden pokus o zisk titulu pro něj nedopadl úspěšně.

## Osobní život
Má dva syny.

## MMA výsledky
| Výsledek       | Bilance  | Soupeř                | Metoda                | Událost                                       | Datum             | Kolo | Čas  | Lokace                               |
| -------------- | -------- | --------------------- | --------------------- | --------------------------------------------- | ----------------- | ---- | ---- | ------------------------------------ |
| Prohra         | 16–4 (1) | Diego Lopes           | Rozhodnutí rozhodčích | UFC 306                                       | 14. září 2024     | 3    | 5:00 | Las Vegas, Nevada, USA               |
| Výhra          | 16–3 (1) | Yair Rodríguez        | Submise               | UFC Fight Night: Moreno vs. Royval 2          | 24. února 2024    | 3    | 0:58 | Mexico City, Mexiko                  |
| Prohra         | 15–3 (1) | Yair Rodríguez        | TKO                   | UFC on ABC: Ortega vs. Rodríguez              | 16. července 2022 | 1    | 4:11 | Elmont, New York, USA                |
| Prohra         | 15–2 (1) | Alexander Volkanovski | Rozhodnutí rozhodčích | UFC 266                                       | 25. září 2021     | 5    | 5:00 | Las Vegas, Nevada, USA               |
| Výhra          | 15–1 (1) | Jung Chan-sung        | Rozhodnutí rozhodčích | UFC Fight Night: Ortega vs. The Korean Zombie | 18. října 2020    | 5    | 5:00 | Abu Dhabi, Spojené arabské emiráty   |
| Prohra         | 14–1 (1) | Max Holloway          | TKO                   | UFC 231                                       | 8. prosince 2018  | 4    | 5:00 | Toronto, Ontario, Kanada             |
| Výhra          | 14–0 (1) | Frankie Edgar         | KO                    | UFC 222                                       | 3. března 2018    | 1    | 4:44 | Las Vegas, Nevada, USA               |
| Výhra          | 13–0 (1) | Cub Swanson           | Submise               | UFC Fight Night: Swanson vs. Ortega           | 9. prosince 2017  | 2    | 3:22 | Fresno, Kalifornie, USA              |
| Výhra          | 12–0 (1) | Renato Moicano        | Submise               | UFC 214                                       | 29. července 2017 | 3    | 2:59 | Anaheim, Kalifornie, USA             |
| Výhra          | 11–0 (1) | Clay Guida            | KO                    | UFC 199                                       | 4. června 2016    | 3    | 4:40 | Inglewood, Kalifornie, United States |
| Výhra          | 10–0 (1) | Diego Brandão         | Submise               | UFC 195                                       | 2. ledna 2016     | 3    | 1:37 | Las Vegas, Nevada, USA               |
| Výhra          | 9–0 (1)  | Thiago Tavares        | TKO                   | UFC Fight Night: Boetsch vs. Henderson        | 6. června 2015    | 3    | 4:10 | New Orleans, Louisiana, USA          |
| Diskvalifikace | 8–0 (1)  | Mike De La Torre      | Diskvalifikace        | UFC on Fox: Lawler vs. Brown                  | 26. července 2014 | 1    | 1:39 | San Jose, Kalifornie, USA            |
| Výhra          | 8–0      | Keoni Koch            | Rozhodnutí rozhodčích | RFA 12                                        | 24. ledna 2014    | 5    | 5:00 | Los Angeles, Kalifornie, USA         |
| Výhra          | 7–0      | Jordan Rinaldi        | Submise               | RFA 9                                         | 6. srpna 2013     | 3    | 2:29 | Pomona, Kalifornie, USA              |
| Výhra          | 6–0      | Thomas Guimond        | Submise               | Respect in the Cage 20                        | 4. května 2013    | 1    | 4:02 | Pomona, Kalifornie, USA              |
| Výhra          | 5–0      | Carlos Garces         | Rozhodnutí rozhodčích | Respect in the Cage 10                        | 12. března 2011   | 5    | 5:00 | Pomona, Kalifornie, USA              |
| Výhra          | 4–0      | Chris Mercado         | Rozhodnutí rozhodčích | Respect in the Cage 9                         | 15. ledna 2011    | 3    | 5:00 | Pomona, Kalifornie, USA              |
| Výhra          | 3–0      | Vincent Martinez      | Submise               | Respect in the Cage 5                         | 24. července 2010 | 1    | 1:54 | Los Angeles, Kalifornie, USA         |
| Výhra          | 2–0      | Brady Harrison        | Rozhodnutí rozhodčích | Gladiator Challenge: Bad Behaviour            | 27. června 2010   | 3    | 5:00 | San Jacinto, Kalifornie, USA         |
| Výhra          | 1–0      | John Sassone          | Submise               | Gladiator Challenge: Maximum Force            | 25. dubna 2010    | 1    | 1:48 | San Jacinto, Kalifornie, USA         |